# Lenice Peluso
Lenice Peluso de Oliveira (São José dos Campos, SP), 24 de abril de 1961, é uma ex-voleibolista brasileira indoor que trabalha desde 1997 com  Vôlei de Praia. Atuou em clubes nacionais de (RJ/SP/MG) e internacionais (ITA/ESP/FRA). Serviu a seleção brasileira de 1976 ao início de 1981, passando pelas categorias: infanto juvenil, juvenil e adulto, com participação em Sul Americanos, Pan Americano, Mundial, Pré Olímpico e Jogos Olímpicos. Graduada em Educação Física, Pós Graduada em Administração, Gestão e Marketing e Mestre em Ciência da Motricidade Humana.

## Carreira
Lenice foi convocada pela primeira vez para a seleção brasileira  em 1976 na categoria juvenil, e disputou o Campeonato Sul Americano (Bolívia), quando obteve o ouro, tri campeonato. Era a caçula do grupo com 15 anos.
Em 1977 recebeu nova convocação para seleção brasileira adulta e foi vice-campeã no Sul Americano (Peru). Também disputou o I Campeonato Mundial Juvenil, realizado no Brasil (SP/MG/RJ). Terminou na quarta colocação ficando atrás somente das equipes asiáticas (KOR/CHI/JAP). Nesta ocasião, pela primeira vez, a seleção feminina esteve nove meses concentrada em Belo Horizonte.
Uma semana antes de embarcar para o Mundial Adulto de 1978 (Rússia), fraturou o dedo mínimo da mão direita e ficou fora da selecão que embarcou com apenas 11 jogadoras. Recuperada, conquistou o bicampeonato na categoria juvenil no Sul-Americano de 1978 no Rio de Janeiro.
Pela seleção adulta jogou o Campeonato Sul-Americano de 1979 (Argentina) e, novamente conquistou a medalha de prata; época da supremacia peruana. Também foi convocada para disputar os Jogos Pan Americanos (Porto Rico) e conquistou a medalha de bronze vencendo os EUA.
Em 1980 disputou o Campeonato Sul-Americano juvenil (Chile) e foi vice-campeã, deixando escapar o tetra-campeonato. Neste ano também fez parte da equipe que foi ao Pré Olimpico (Bulgária), medalha de bronze. Com o boicote de alguns países ocidentais para os Jogos Olímpicos  de 1980, o Brasil conquistou a vaga para ir as Olimpíadas de Moscou. A equipe tinha: Ivonette das Neves, Denise Mattioli, Fernanda Emerick, Jacqueline Silva, Eliana Aleixo, Isabel Salgado, Dôra Castanheira, Paula Mello, Rita Teixeira, Regina Villela e Vera Mossa. A classificação final foi apenas a sétima posição. O convite veio em cima da hora da competição, mas foi um importante resultado para voleibol feminino brasileiro. Primeira participação das mulheres do Voleibol em Jogos Olímpicos.
No final do ano de 1980, casou-se com Ramon Papi Júnior que era técnico de voleibol e teve uma filha Marcela em 1982. Daí passou a dedicar-se somente ao clube.
No Brasil, jogou nas equipes: Tijuca (RJ); Pirelli (SP); Paulistano (SP); Atlantictur (RJ) e Transbrasil/Pinheiros (SP). Nesta última, em 1984/85 aprendeu muito com o técnico japonês Nobuhiro  Imai que conribuiu muito para a evolução do voleibol brasileiro. Já em 1986/87, sob o comando do técnico Inaldo Manta, jogou ao lado de ilustres jogadoras: Ana Lúcia, Dôra Castanheira, Flávia Figueiredo, Edna Veiga, Ida, Ivonete das Neves, Ana Paula, Maria Alice Santos, Isabel Moser, Ana Moser, .Ana Cláudia Ramos e Cilene Drewnick. Com essa equipe, conquistou a prata no Campeonato Sul-Americano de Clubes de 1988 (Bolívia).
No meio de 1988 se transferiu para o voleibol italiano, onde jogou por seis anos. Em Reggio Calabria (1988 a 1990), 3º lugar na Liga A1 Italiana e disputou a Copa Confederal; Ancona (1990 a 1992) e Agrigento (1992 a 1994), novamente 3º lugar na Liga A1 Italiana e 2º lugar na Copa Confederal. Também teve experiências na Espanha e França.
Graduada em Educação Física (2000), Pós Graduada em Administração, Gestão e Marketing (2004) e Mestre em Ciência da Motricidade Humana (2010). Teve o ilustríssimo Prof. Manoel Gomes Tubino e sua esposa Profª Vera Costa como orientadores em "Vôlei de Praia Feminino: A busca de uma periodização". A partir deste estudo, publicou os artigos: "Histórias e memórias de pioneiros do Vôlei de Praia na cidade do Rio de Janeiro"; "Mulher e Vôlei de Praia: memórias de Tia Leah" e "Vôlei de Praia - Lazer ns praias do Rio de Janeiro: histórias e memórias".
Para adquirir novos conhecimentos, fez o curso de Personal Trainer Gallo Personal Systems em 2013 e logo iniciou trabalho com alguns alunos.
De 2006 a 2009 foi docente de várias disciplinas e técnica da dupla feminina de vôlei de Praia da UNISUAM/RJ.
No Vôlei de Praia teve seu primeiro estágio em 1997 sob a coordenação do ex técnico de seleção brasileira Jorge de Barros. Apaixonou-se pela modalidade e pela oportunidade de trabalhar com formação.
Se sentindo pronta para um novo passo, em 2001 criou seu espaço de Vôlei de Praia "LP 10"  na Barra da Tijuca (RJ), onde é coordenadora e professora. Dirigiu e treinou equipes em circuitos cariocas, campeonatos brasileiros, um campeonato mundial sub19 (2005), e dois campeonatos mundiais universitários (2006 e 2008).

## Clubes
| Clube                          | País   | De   | Até  |
| Tijuca (RJ)                    | Brasil | 1973 | 1979 |
| Pirelli (SP)                   | Brasil | 1979 | 1980 |
| Paulistano (SP)                | Brasil | 1980 | 1983 |
| Transbrasil-Pinheiros (SP)     | Brasil | 1984 | 1987 |
| Atlantictur (RJ)               | Brasil | 1988 | 1988 |
| Lagostina (Reggio Calabria)    | Itália | 1988 | 1990 |
| Yoghi Ancona (Ancona)          | Itália | 1990 | 1992 |
| Impresem Agrigento (Agrigento) | Itália | 1992 | 1994 |

## Títulos e Resultados
- 1975 e 1976 - Campeã Brasileira (Seleção Carioca)
- 1976 e 1978 - Campeã Sul Americano Juvenil
- 1976 e 1978 - Campeã Brasileira Juvenil (Seleção Carioca)
- 1977 e 1979 - Vice-campeã Sul Americano Adulto
- 1978 - Vice-campeã Sul Americano Infanto Juvenil
- 1979 - 3º lugar Pan Americano
- 1979 - Campeã Brasileira Adulto (Seleção Carioca)
- 1980 - 3º lugar Pré Olímpico
- 1980 - Vice-Campeã Sul Americana Juvenil
- 1980 - Campeã Campeonato Paulista (Pirelli)
- 1980 - Vice-campeã Brasileira (Seleção Paulista)
- 1980 - 7º Lugar das Olimpíadas de Moscou,  União Soviética.
- 1981- Campeã Campeonato Paulista (Paulistano)
- 1985- Campeã Campeonato Paulista (Transbrasil)
- 1986- Campeã Campeonato Paulista  (Transbrasil/Pinheiros)
- 1987- Campeã Campeonato Paulista  (Transbrasil/Pinheiros)
- 1988/1989 - 3º lugar Liga A1 Italiana (Lagostina Reggio Calabria)
- 1992/1993 - 3º lugar Liga A1 Italiana (Impresem Agrigento)
- 1994 - Vice-campeã Copa Confederal da Europa (Impresem Agrigento)

## Ligações Externas
- Perfil Lenice Peluso(en)